# Turystyka przygodowa
Turystyka przygodowa (ang. adventure tourism) – odmiana plenerowej turystyki aktywnej uprawiana na wolnym powietrzu, najczęściej w egzotycznym, "dzikim" terenie.

## Charakterystyka
Turystyka przygodowa obejmuje zarówno aktywny wypoczynek w przyrodzie, jak również wyzwania fizyczne oraz czynniki edukacyjne. Zasadniczym elementem jest w tym wypadku chęć przeżycia "przygody", nowych zdarzeń, eksploracja, radzenie sobie w dziczy, stymulacja zmysłów, odwiedzanie terenów dziewiczych i nieznanych. Istotny jest aspekt emocjonalny, duchowy i estetyczny, jak również poszerzanie wiedzy i pogłębianie różnorakich umiejętności. Ze względu na element ryzyka wyróżnia się turystykę przygodową niskiego ryzyka (ang. soft adventure tourism) i wysokiego ryzyka (hard adventure tourism), przy czym ocena ta jest subiektywna i zależy od turysty, gdyż dla jednej osoby wędrówka przez odludne góry będzie już turystyką o wysokim ryzyku, a dla innej takim rodzajem turystyki będzie niebezpieczny rafting.
Motywacją do uprawiania turystyki przygodowej jest stawienie czoła wyzwaniom związanym z własnymi umiejętnościami, a także kontrastujące, silne emocje oraz eskapizm (chęć ucieczki od monotonnej codzienności).
Z uwagi na konieczność przygotowania psychofizycznego, wyprawy przygodowe organizowane są najczęściej przez profesjonalnych touroperatorów (prowadzi je przewodnik) i w tym kontekście turystyka przygodowa jest, jak pisze Justyna Mokras-Grabowska z Uniwersytetu Łódzkiego, nabywanym za pieniądze krótkotrwałym doświadczeniem wakacyjnym i to odróżnia ją od turystyki kwalifikowanej, wymagającej nabytych na stałe określonych umiejętności i znacznie większego przygotowania uczestnika. 
Najważniejsze odmiany turystyki przygodowej to trekking i surwiwal.

## Galeria

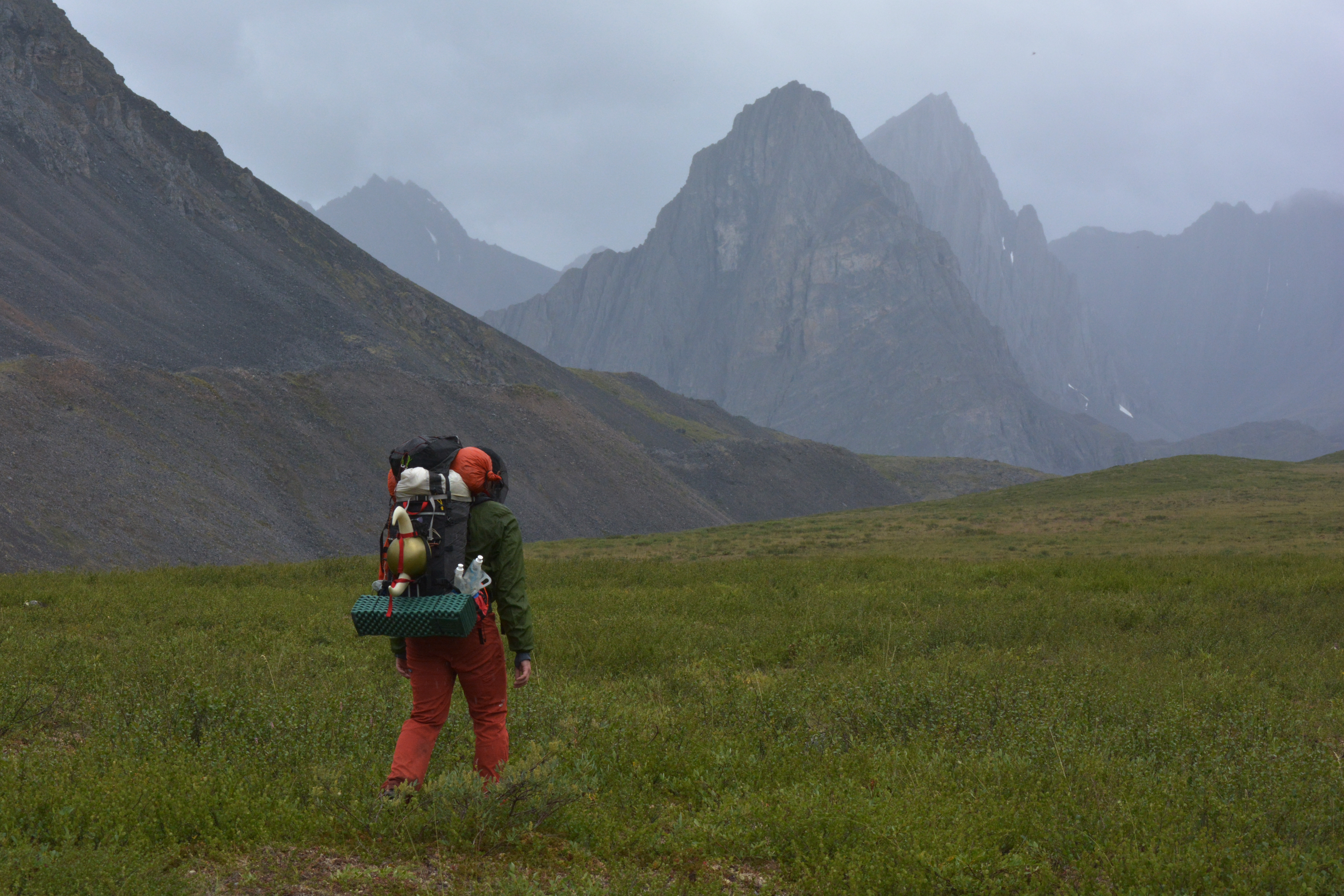
Trekking w wysokich górach
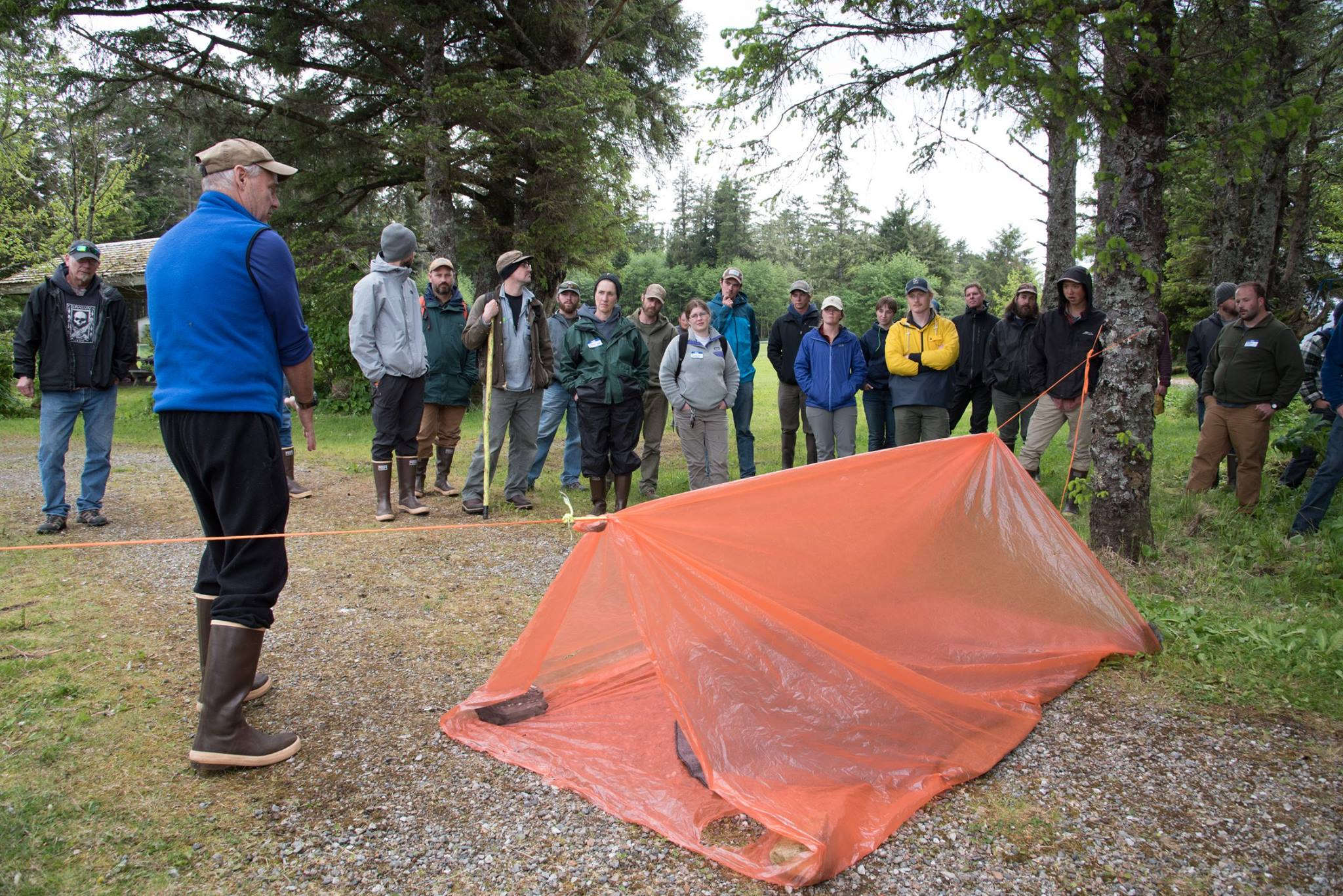
Trening surwiwalu w lesie